# نيك جورج (كرة سلة)
نيك جورج (بالإنجليزية: Nick George)‏ مواليد 25 سبتمبر 1982 في مانشستر، هو لاعب كرة سلة بريطاني. بدأ مسيرته الاحترافية في سنة 2006. يحمل الرقم 21.

## المسيرة الاحترافية
لعب مع تريفيزو لكرة السلة في الدوري الإيطالي في موسم 2006–2007، ثم لعب مع نادي أليكانتي لكرة السلة في موسم 2007–2008، ثم لعب مع بي سي إم جرافيلين في الدوري الفرنسي في سنة 2008، ثم لعب مع نادي كازالي لكرة السلة من سنة 2008 إلى 2010.

## روابط خارجية
- نيك جورج على موقع الاتحاد الدولي لكرة السلة (الإنجليزية)
- نيك جورج على موقع كرة السلة الأوروبية.كوم (الإنجليزية)
- نيك جورج على موقع كلية كرة السلة في سبورتس رفرنس.كوم (الإنجليزية)
- نيك جورج على موقع ريلجم (الإنجليزية)
- نيك جورج على موقع بروبوليرز (الإنجليزية)
- نيك جورج على موقع سبورتس رفرنس (الإنجليزية)